# Kamajcythereis
Kamajcythereis is een geslacht van uitgestorven kreeftachtigen uit de klasse van de Ostracoda (mosselkreeftjes).

## Soorten
- Kamajcythereis couvrotensis (Damotte, 1971) Babinot, 1980 †
- Kamajcythereis insueta (Bischoff1963) Pokorny & Colin, 1976 †
- Kamajcythereis kamajcensis (Pokorny, 1967) Pokorny & Colin, 1976 †
- Kamajcythereis occidentalis Damotte, 1983 †
- Kamajcythereis oteensis Rodriguez-lazaro, 1988 †